# Pegoscapus piceipes
Pegoscapus piceipes is een vliesvleugelig insect uit de familie vijgenwespen (Agaonidae). De wetenschappelijke naam is voor het eerst geldig gepubliceerd in 1900 door Ashmead.